# Forgotten Hope 2
『Forgotten Hope 2』（フォーガットン・ホープ2, 略称：FH2）は、FPSであるBF2において、有志の開発チームが製作しているトータルコンバージョンMOD。

## 概要
現代戦を題材とした『BF2』を用い、第二次世界大戦の戦場を再現する方向で開発が行われている。
当時の装備を再現したアメリカ軍・イギリス軍・ドイツ軍・イタリア軍が登場し、実際の戦闘をモチーフにしたマップ製作が行われている（イギリス軍にはコモンウェルスを構成するオーストラリア軍・ニュージーランド軍・カナダ軍を含む）。
Ver2.2からは西部戦線のマップが実装されており、北アフリカ戦線などのマップと合わせて合計36マップが実装済みである。

## ゲームシステム
ゲームバランス
Forgotten Hope同様リアル系となっており、頭部に被弾すれば即死、小銃級の銃弾であれば胴体に被弾しても即死する。
射撃は照準を覗いた状態でなければ命中は期待できない。
瀕死状態になるとHUDが一切表示されず画面全体がぼやけ戦闘が極めて困難になり、そのままだと死亡する。
戦車においては装甲厚や砲弾性能がダメージ計算に取り込まれており、例えばシャーマン戦車の75mm徹甲弾はティーガーII重戦車の上下面に当てた場合のみダメージが発生する、といった具合に設定されている。
Ver2.4からは砲弾の着弾角度によるダメージ補正が実装され、浅い角度で命中した場合はダメージが減少する。
ルール
『BF2』同様、相手チームのチケットをゼロにすれば自チームの勝利になる。
基本的に過半数の拠点を制圧すれば、相手チームのチケットが自然に減少し、勝利し易くなる。BF2の拠点制圧ルールは拡張され、拠点制圧に複数のプレイヤーが必要であったり、制圧する拠点の順番が決められているマップも多い。
独自シェーダー
画面描写を行うシェーダーが改造されており、『BF2』とは違った雰囲気になっている。
他のプレイヤーと連携して行う砲撃
双眼鏡で指示された位置を俯瞰しながら砲撃できるシステムが実装されている。

## 兵科・ピックアップキット
マップによっては登場しない兵科もあるが、概ね下記の兵科を選択してプレイする。
RECON（偵察兵）
双眼鏡を持ち、敵位置の報告や砲撃要請を行う兵科。
ライフルと発煙手榴弾・対人地雷を装備。
ASSAULT（突撃兵）
短機関銃と手榴弾を持つ近距離戦向け兵科。
RIFLEMAN（小銃兵）
ライフルに加え、ライフルグレネードや手榴弾を装備している。
小銃弾は胴体に当たれば即死するため全距離で戦える標準的な兵科であるが、戦車など装甲車両に弱い。
MACHINEGUNNER（機関銃兵）
連射可能な機関銃を持つ兵科。
一般的なFPSとは違い、機関銃弾の威力はライフルと同等であり、即ち胴体に命中すれば即死する。
ENGINEER（工兵）
兵器に大きなダメージを与える梱包爆薬や修理や地雷除去を行うスパナを持つ。
梱包爆薬の代わりに対戦車地雷や地雷探知機を持つ場合もある。
ANTI TANK（対戦車兵）
対戦車ライフルや対戦車ロケット弾発射機を持つ兵科。
概ねライフルを持たず、比較的貧弱な火力の拳銃やナイフで対人戦を行うことになる。
NCO（下士官）
分隊長または司令官のみが選択可能な兵科。
拳銃、双眼鏡、発煙手榴弾を持ち、主武器は短機関銃かライフルかを選択できる。
ピックアップキット
マップ上に配置されており、拾って使用するキット郡。
100種を超えるキットが実装され、マップに応じて配置設定がなされている。
狙撃銃・散弾銃・火炎放射器・パラシュートキットなどがある。

## マップ
| マップ名                      | 枢軸軍                                | 連合軍               | 備考                        |
| ----------------------------- | ------------------------------------- | -------------------- | --------------------------- |
| Bardia                        | イタリア王国の旗                      | オーストラリアの旗   | 1941年1月3日                |
| Battle of Keren               | イタリア王国の旗                      | イギリスの旗         | 1941年2月5日                |
| Siege of Giarabub             | イタリア王国の旗                      | オーストラリアの旗   | 1941年3月21日               |
| Siege of Tobruk               | ナチス・ドイツの旗                    | オーストラリアの旗   | 1941年4月11日               |
| Mount Olympus                 | ナチス・ドイツの旗                    | ニュージーランドの旗 | 1941年4月13日               |
| Invasion of Crete             | ナチス・ドイツの旗                    | イギリスの旗         | 1941年5月20日               |
| The Battle for Sfakia         | ナチス・ドイツの旗                    | イギリスの旗         | 1941年5月28日               |
| Sidi Rezegh                   | ナチス・ドイツの旗                    | イギリスの旗         | 1941年11月22日              |
| Gazala                        | ナチス・ドイツの旗                    | イギリスの旗         | 1942年5月26日               |
| Operation Aberdeen            | ナチス・ドイツの旗                    | イギリスの旗         | 1942年6月5日                |
| Fall of Tobruk                | ナチス・ドイツの旗                    | イギリスの旗         | 1942年6月20日               |
| Mersa Matruh                  | ナチス・ドイツの旗                    | イギリスの旗         | 1942年6月28日               |
| Alam Halfa                    | ナチス・ドイツの旗                    | イギリスの旗         | 1942年9月1日                |
| Operation Hyacinth            | イタリア王国の旗                      | イギリスの旗         | 1942年9月13日               |
| El Alamein                    | ナチス・ドイツの旗                    | イギリスの旗         | 1942年10月23日              |
| Supercharge                   | ナチス・ドイツの旗                    | イギリスの旗         | 1942年11月2日               |
| Sidi Bou Zid                  | ナチス・ドイツの旗                    | イギリスの旗         | 1943年2月14日               |
| Mareth Line                   | ナチス・ドイツの旗                    | イギリスの旗         | 1943年3月16日               |
| Tunis                         | ナチス・ドイツの旗 · イタリア王国の旗 | イギリスの旗         | 1943年5月7日                |
| Pointe du Hoc                 | ナチス・ドイツの旗                    | アメリカ合衆国の旗   | 1944年6月6日                |
| Port-en-Bessin                | ナチス・ドイツの旗                    | イギリスの旗         | 1944年6月7日                |
| Purple Heart Lane             | ナチス・ドイツの旗                    | アメリカ合衆国の旗   | 1944年6月10日               |
| Anctoville                    | ナチス・ドイツの旗                    | イギリスの旗         | 1944年6月12日               |
| Villers Bocage                | ナチス・ドイツの旗                    | イギリスの旗         | 1944年6月13日               |
| Ramelle-Neuville              | ナチス・ドイツの旗                    | アメリカ合衆国の旗   | 1944年6月13日（架空マップ） |
| Lebisey                       | ナチス・ドイツの旗                    | イギリスの旗         | 1944年7月8日                |
| Breakthrough at Saint-Lo 1944 | ナチス・ドイツの旗                    | アメリカ合衆国の旗   | 1944年7月11日               |
| Operation Goodwood            | ナチス・ドイツの旗                    | イギリスの旗         | 1944年7月18日               |
| Operation Cobra               | ナチス・ドイツの旗                    | アメリカ合衆国の旗   | 1944年7月25日               |
| Operation Luttich             | ナチス・ドイツの旗                    | アメリカ合衆国の旗   | 1944年8月7日                |
| Operation Totalize            | ナチス・ドイツの旗                    | カナダの旗           | 1944年8月8日                |
| Falaise Pocket                | ナチス・ドイツの旗                    | カナダの旗           | 1944年8月18日               |
| Battle of Brest               | ナチス・ドイツの旗                    | アメリカ合衆国の旗   | 1944年9月17日               |
| Hurtgen Forest                | ナチス・ドイツの旗                    | アメリカ合衆国の旗   | 1944年10月6日               |
| Vossenack                     | ナチス・ドイツの旗                    | アメリカ合衆国の旗   | 1944年11月2日               |
| Eppeldorf                     | ナチス・ドイツの旗                    | アメリカ合衆国の旗   | 1944年12月16日              |
| St.Vith                       | ナチス・ドイツの旗                    | アメリカ合衆国の旗   | 1944年12月16日              |
| Bastogne                      | ナチス・ドイツの旗                    | アメリカ合衆国の旗   | 1944年12月20日              |
| Meuse River                   | ナチス・ドイツの旗                    | アメリカ合衆国の旗   | 1944年（架空マップ）        |